# Mass Effect Galaxy
Mass Effect Galaxy è un videogioco sparatutto sviluppato dalla BioWare esclusivamente per dispositivi iOS, spin-off della serie di videogiochi Mass Effect, pubblicato il 22 giugno 2009.

## Trama
La storia del gioco è ambientata prima degli eventi di Mass Effect 2, e narra gli avvenimenti che hanno portato Jacob Taylor a conoscere Miranda Lawson e ad unirsi all'associazione paramilitare umana Cerberus.

## Accoglienza
Il gioco è stato completamente ignorato dalla critica e pesantemente disprezzato dal pubblico. Infatti, sono presenti pochissime recensioni del titolo, una delle quali di Metacritic, dove il gioco non ha alcun punteggio dei critici e ha uno dei voti utente più bassi di sempre, ossia 2/10.